# Roland Moreno
Roland Moreno (El Cairo, 11 de junio de 1945 - París, 29 de abril de 2012) fue un inventor francés nacido en Egipto y reconocido como el inventor de la tarjeta inteligente.
En los años 1970, Roland Moreno diseñó un objeto portátil que incluyera un circuito integrado como medio de pago o de identificación. Este invento, y las patentes que depositó, dieron lugar a la creación de las tarjetas con microchip o tarjetas inteligentes, utilizadas no sólo como tarjetas de crédito sino en un gran número de aplicaciones. Dicha tecnología ha evolucionado hasta realizaciones como la tarjeta Navigo sin contacto, que se usa para circular en el metro parisino, o las tarjetas SIM utilizadas en los teléfonos móviles.
Roland Moreno también creó la sociedad francesa Innovatron que desarrolla desde los años 1990 proyectos ligados a la tecnología de la tarjeta inteligente.